# Manuel Enrique Mejuto González
Manuel Enrique Mejuto González (La Felguera, Principado de Asturias, España, 16 de abril de 1965) es un exárbitro de fútbol de la Primera División de España. Arbitró en Primera División de España desde 1995 y fue árbitro FIFA desde 1999. Es el árbitro español con más partidos internacionales pitados. Es desde 2019 el delegado de campo del Getafe Club de Fútbol.

## Trayectoria
De profesión es funcionario de correos. Comenzó arbitrando en las categorías inferiores del fútbol asturiano. En 1993 recibió el Silbato de Oro por su actuación en la Segunda División "B". Al año siguiente debutó en segunda división, categoría en la que sólo pasó un año ya que al siguiente ascendió a Primera. Su debut se produjo el 16 de septiembre de 1995 en un Real Valladolid-S.D. Compostela, con resultado final de empate a cero.
Entre sus mayores logros está el haber arbitrado la final de la Liga de Campeones 2004-2005 entre el Liverpool FC y el AC Milan o la final de la Copa del Rey del año 2002, conocida como "el centenariazo" entre el Real Madrid y el R. C. Deportivo.
Dirigió el partido de vuelta de la Supercopa de España de 2000 entre el Real Club Deportivo de la Coruña y el Real Club Deportivo Espanyol (2-0).
Dos años después sería el encargado de arbitrar el partido de ida de la Supercopa de España de 2002 entre el Real Club Deportivo de la Coruña y el Valencia Club de Fútbol (3-0).
En el año 2004 participa en Portugal en la Euro 2004.
En 2006 estaba previsto que fuese el árbitro representante de España en la Copa Mundial de Alemania 2006, pero la FIFA no consideró óptimo el estado físico de sus asistentes, y en su lugar acudió al torneo Medina Cantalejo.
El 20 de agosto de 2006 dirigió el partido de vuelta de la Supercopa de España de 2006 entre el Fútbol Club Barcelona y el Real Club Deportivo Espanyol (3-0).

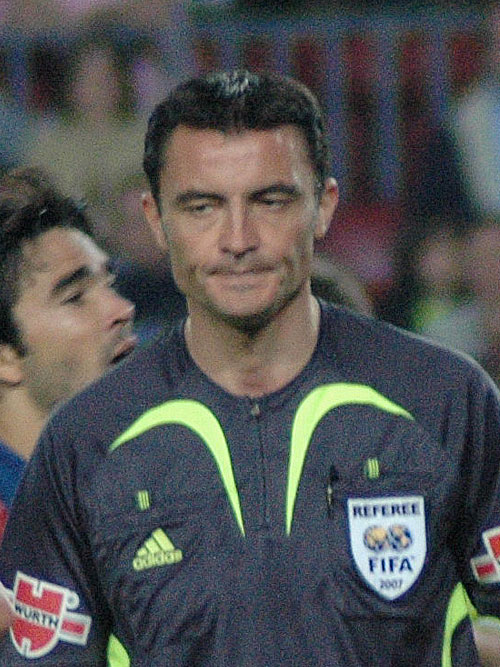
Mejuto dirigiendo un Barcelona-Getafe en 2007

Las temporadas 2006/07 y 2007/08 fue el árbitro con mejor calificación de la Primera División, según el ranking elaborado por el Comité Técnico de Árbitros, organismo oficial de la Real Federación Española de Fútbol.
Fue el árbitro español que dirigió partidos en la Euro 2008 junto a sus asistentes. En dicha competición, en el partido entre Alemania y Austria, expulsó a ambos entrenadores a la vez, Joachim Löw y Josef Hickersberger por una discusión que tuvieron ambos con el cuarto árbitro.
En 2009 se convirtió en el árbitro español con más partidos pitados internacionalmente, e igualó el récord de partidos en España de Daniel María Zariquiegui. El 15 de mayo de 2010 pitaba su último partido liguero, en el encuentro que enfrentó al Athletic Club de Bilbao y Deportivo de la Coruña en San Mamés. En un partido de cierre de temporada sin nada en juego, las protagonistas fueron las despedidas del propio colegiado, y de los jugadores Joseba Etxeberría y Armando Riveiro.
En 2010 se retira del arbitraje profesional pitando la final de la Copa del Rey entre Atlético de Madrid y Sevilla FC disputada en el Camp Nou que se saldó con la victoria del equipo sevillano con un resultado de 0-2.

## Miscelánea
En el año 2008 se adhirió a la campaña Doi la cara pola oficialidá, en favor del reconocimiento del asturiano como cooficial de Asturias.

## Premios
- Trofeo Guruceta (3): 2001/02, 2002/03 y 2003/04.
- Premio Don Balón (5): 1996/97, 1998/99, 2002/03, 2005/06 y 2007/08.
- Silbato de oro de Primera División (1): 2004.